# Georges Lefebvre
Georges Lefebvre (Lilla, 7 agosto 1874 – Boulogne-Billancourt, 28 agosto 1959) è stato uno storico francese, considerato a suo tempo come la massima autorità riguardo alla Rivoluzione francese, argomento che affrontò in saggi e riviste specializzate e Annali storiografici della rivoluzione francese.
Fu anche professore di "Storia della Rivoluzione Francese" all'università della Sorbona. Socialista per tutta la vita, dagli anni della Seconda guerra mondiale in avanti fu sempre più influenzato dal marxismo.
Nei suoi scritti spesso propone una visione dei fatti storici dal punto di vista di un contadino dell'epoca, come si può riscontrare ad esempio in uno dei suoi lavori più innovativi Les Paysans du Nord pendant la Révolution française (1924). Lefebvre venne influenzato dall'idea marxista che nella storia tutto ciò che si ricollega alla condizione della classe operaia è manipolato dalla classe dominante al potere; fu comunque principalmente uno storiografo, non un polemista, e analizzò la storia nella sua piena complessità come un'interazione di fattori sociali, economici e politici.

## Opere: traduzioni in italiano
- L'Ottantanove, traduzione di e introd. di Alessandro Galante Garrone, Collana Saggi n.114, Torino, Einaudi, 1949. - Collana Biblioteca Moderna n. 495, Mondadori, Milano, 1957; Collana Piccola Biblioteca, Einaudi, 1975-1997.
- La Grande Paura del 1789, a cura di Aldo Garosci, Torino, Einaudi, 1953. - Collana Biblioteca, Einaudi, Torino, 1973-1997.
- I Termidoriani, traduzione di Sergio Cotta, Collana Piccola Biblioteca Scientifico-Letteraria n. 42, Torino, Einaudi, 1952-1956.
- Il Direttorio, Collana Piccola Biblioteca Scientifico-letteraria n. 43, Torino, Einaudi, 1953-1955.
- La Rivoluzione francese, traduzione di Paolo Serini, Collana Biblioteca di cultura storica n. 60, Einaudi, 1958-1968.
- Napoleone, traduzione di Giuseppe Sozzi e Lugi Faralli, present. di Armando Saitta, Collana Storica, Laterza, 1964. - Collana Storia e Società, Laterza, Bari, 1982; Collana Biblioteca Universale n.105, Laterza, Bari, 1ª ed. 1969-1971-1991; Collana Biblioteca Storica, Laterza, Roma-Bari, 1999-2009.
- Albert Mathiez - Georges Lefebvre, La Rivoluzione francese, 2 voll., Piccola Biblioteca, Torino, Einaudi, 1960.
- La Storiografia moderna. Vico, Voltaire, Montesquieu, Michelet, Ranke, Croce, Pirenne, traduzione di Emilio Renzi, pref. di Guy P. Palmade, Collezione Studio n. 9, Milano, Oscar Mondadori, 1973-1982.